# Lakeland Terrier
Le lakeland terrier est une des nombreuses races de terriers qui trouve son origine dans la région des lacs au nord-est de l'Angleterre. C'est un des descendants de l'antique terrier anglais noir et feu, utilisé autrefois dans les campagnes pour y chasser les nuisibles.
Le lakeland terrier a émergé dans les années 1800 dans la région anglaise du Cumberland, proche de la frontière écossaise. La race est liée à d'autres races de terriers, et c'est une des plus anciennes races de terriers de travail encore utilisée aujourd'hui. Outre l'antique terrier anglais noir et feu, ses ancêtres incluent les premiers Dandie Dinmont terriers, le Bedlington terrier et le border terrier.
Pendant des générations, le lakeland a été utilisé dans la région des lacs pour exterminer les renards qui s'attaquaient aux agneaux nouveau-nés pendant la saison de l'agnelage. Alors que la plupart des autres races de terriers se contentaient de saisir leurs proies à la course ou d'aboyer pour signaler les nuisibles, le lakeland était employé pour tuer le renard dans son terrier. Les qualités de courage, de combativité et d'agressivité qui en découlent pour la race sont néanmoins compatibles avec celles qu'on attend aujourd'hui d'un chien de compagnie, calme et aimable.

## Description

### Morphologie
Le lakeland ressemble au welsh terrier tout en étant légèrement plus petit et d'ossature plus gracile.
La taille ne doit pas excéder les 37 cm au garrot. Le poids idéal est de 7,7 kg pour un mâle, de 6,8kg pour une femelle. Les lakeland rouges grisonnés peuvent ainsi être pris pour des airedales miniatures.
Le lakeland a un manteau à poil dur et un sous-poil soyeux. La race se présente sous une grande variété de robes : noir et feu, bleu et feu, rouge, froment, rouge grisonné, marron (foie), bleu ou noir.  De petites touches de blanc aux pieds et au poitrail sont admises, mais non recherchées.  L’acajou et le fauve soutenu ne sont pas des couleurs typiques. La race est connue pour ne pas muer. 
Les yeux sont de couleur foncée ou noisette. La truffe et les coussinets sont noirs, sauf chez les sujets à robe marron (foie) où ils sont de couleur marron.

### Tempérament
Le lakeland est un chien au tempérament amical, gai, intrépide et sûr de lui. La timidité est un trait vraiment atypique pour la race, tout comme l'agressivité. Ce chien est intelligent, mais également indépendant. Il est facile à dresser et apprend très vite, malgré une propension à la surdité sélective lorsque son attention est distraite. 
Le lakeland est un chien discret, qui n'aboie pas sans raison. Il cherchera à satisfaire son propriétaire.
Le lakeland reste encore aujourd'hui adapté à la chasse au renard et au lapin. Il reste un chasseur de nuisibles très efficace.

## Historique
Vers 1925, la race commence à atteindre un bon niveau d'homogénéité, après des croisements avec le fox terrier et l'airedale. Le Kennel Club britannique a reconnu la race en 1928 et elle a été présentée au public à l'occasion de concours organisés par le Lakeland Terrier Club (plus tard Lakeland Terrier Society), sous l'égide du Kennel Club, à partir de 1932. 
La configuration de la région des lacs, berceau de la race, très montagneuse et au terrain très rocheux, interdisait de chasser le renard à cheval, contraignant les habitants à pratiquer la chasse à pied. Contrairement au fox terrier, qui était transporté dans un sac attaché à la selle du cheval et lâché au moment où le renard avait été acculé, le lakeland devait parcourir de grandes distances aux côtés de chiens courants, ce qui pourrait expliquer son enthousiasme et sa résistance. La version de travail du lakeland est connue sous le nom de Fell terrier ou Patterdale terrier.

## Lakeland célèbres
- Zelda Van Gutters, la mascotte de Nickelodeon Magazine
- Champion Revelry's Awesome Blossom - Champion historique de la race (propriétaires Jean L. Heath et Bill Cosby.
- Kevin, le Lakeland de Neil Tennant (chanteur des Pet Shop Boys).